# Alois Klepsch-Kloth von Roden
Alois svobodný pán Klepsch-Kloth von Roden (německy Alois Freiherr Klepsch-Kloth von Roden) (23. září 1863 Brno – 16. března 1957 Baden) byl rakousko-uherský generál a diplomat. Od mládí sloužil v armádě, v letech 1902–1908 byl vojenským diplomatem v Berlíně. Za první světové války se aktivně zapojil do bojů na východní frontě, již v roce 1914 se ale vrátil o Berlína, kde až do roku 1918 působil jako delegát rakousko-uherské armády u německého generálního štábu. Ve vojsku dosáhl hodnosti polního podmaršála (1917) a získal titul barona (1917).

## Životopis

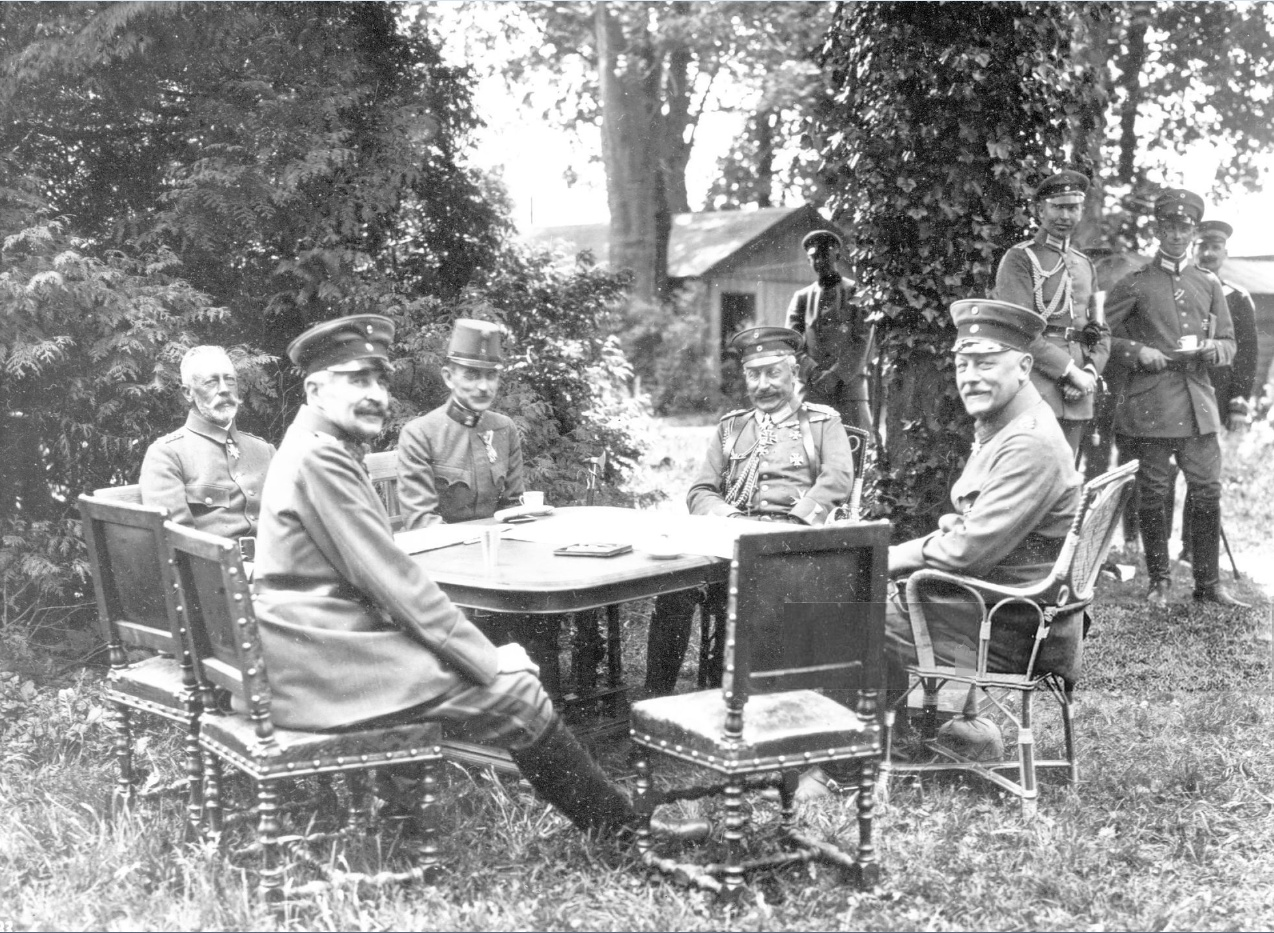
Alois Klepsch-Kloth s důstojníky německého generálního štábu (1918). Druhý zleva sedí německý císař Vilém II., vlevo od něj Alois Klepsch-Kloth

Pocházel z brněnské podnikatelské rodiny, studoval na vojenské akademii v Hranicích a do armády vstoupil jako kadet k hulánskému pluku č. 2. Později si doplnil vzdělání na Válečné škole (K.u.k. Kriegschule) ve Vídni a poté byl zařazen do sboru důstojníků generálního štábu. V hodnosti kapitána (1896) byl jako důstojník generálního štábu přidělen na ministerstvo války, posádkově byl příslušný k 10. hulánskému pluku v Olomouci. Jako podplukovník působil v letech 1902–1908 jako vojenský attaché v Berlíně. V letech 1903–1908 zastával také hodnost křídelního pobočníka (Flügel Adjutant) císaře Františka Josefa.Po návratu do Vídně byl povýšen na plukovníka a stal se velitelem hulánského pluku č. 10 posádkově příslušného do Budapešti.

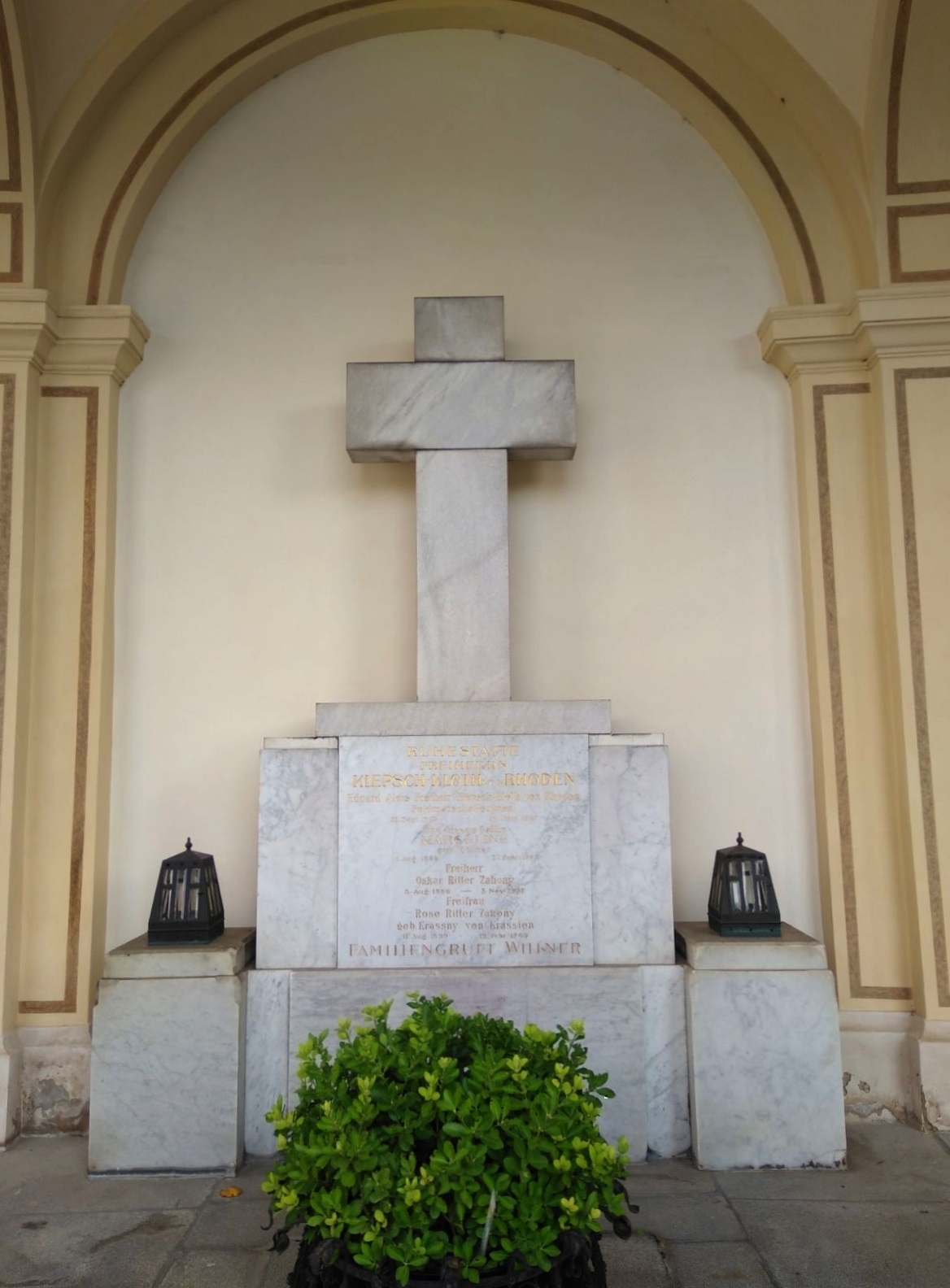
Hrobka rodiny Aloise Klepsch-Klotha na Ústředním hřbitově ve Vídni

Na začátku první světové války krátce bojoval na východní frontě jako velitel 21. jezdecké brigády, ale ještě v roce 1914 se vrátil do Berlína, kde nadále zůstal rakousko-uherským vojenským delegátem u německého generálního štábu. Ještě v roce 1914 byl povýšen na generálmajora a v roce 1917 získal hodnost polního podmaršála. V Berlíně setrval do konce první světové války a v armádě byl penzionován k datu 1. ledna 1919, od té doby žil v soukromí. 
Během služby v armádě a diplomacii získal řadu vyznamenání. Byl rytířem Řádu železné koruny III. třídy (1906), za první světové války se stal nositelem Leopoldova řádu s válečnou dekorací (1915) a Řádu železné koruny II. třídy s válečnou dekorací (1916), dále byl držitelem Vojenského záslužného kříže. Vzhledem ke svému dlouholetému působení v Německu byl nositelem pruského Řádu koruny II. třídy a Řádu červené orlice IV. třídy. Od dalších cizích panovníků získal Řád rumunské hvězdy a ruský Řád sv. Anny III. třídy.
V roce 1901 byl adoptován svým strýcem Eduardem Klepschem (1835–1909) a přijal jméno Klepsch-Kloth, zároveň získal strýcův šlechtický stav s titulem rytíř. Po nástupu Karla I. byl povýšen do stavu svobodných pánů (1916).
Byl ženatý s Marcelinou, rozenou Willnerovou (1866–1962). Jejich jediná dcera Aloisie (1899–1964) se provdala za průmyslníka Lothara Isbaryho (1887–1962). Alois Klepsch-Kloth zemřel v Badenu u Vídně v roce 1957 ve věku 93 let a je pohřben na Centrálním hřbitově ve Vídni.